# Kulubba
Kulubba – miejscowość w Egipcie, w muhafazie Al-Minja. W 2006 roku liczyła 17 393 mieszkańców.